# Mario Markus
Mario Markus (nacido el 29 de julio de 1944 en Santiago de Chile) es un físico germano-chileno que trabajó durante largo tiempo en el Instituto Max Planck de Fisiología Molecular en Dortmund, Alemania. Además de su trabajo científico, Markus ha exhibido sus propias obras: gráficas computacionales, así como novelas, poesía y poemas traducidos al alemán. En numerosos encuentros con los medios ha seguido su principal preocupación de unir las "dos culturas", la ciencia y el arte.

## Biografía
Markus es hijo de padres alemanes. Estudió en el Liceo Manuel de Salas de Santiago de Chile y pasó el año escolar 1961/1962 como estudiante de intercambio de la AFS en USA. A principios de 1963 obtuvo su bachillerato en Chile. De 1963 a 1965 estudió primero matemáticas, biología, química y física en la Universidad de Chile en Santiago y en 1965 pasó a estudiar física y matemáticas en la Universidad de Heidelberg, donde tuvo como profesor el premio Nobel Hans Jensen.
En 1970 obtuvo su diploma de física guiado por Konrad Tamm en el Instituto de Física Aplicada de la Universidad de Heidelberg con una tesis sobre el efecto “pinch” en plasmas formados por electrones y huecos en semiconductores. Desde marzo de 1970 hasta 1973 realizó en ese instituto investigación teórica sobre inestabilidades en plasmas como trabajo de doctorado. A principios de 1973 se doctoró (Dr. rer. nat.). Después de trabajar como asistente en el Instituto de Física Teórica de la Universidad de Heidelberg, se trasladó al Instituto Max Planck de Biofísica en Frankfurt am Main en abril de 1974. Desde enero de 1975 fue investigador asociado en el antiguo Instituto Max Planck (MPI) de Fisiología Nutricional (actual MPI de Fisiología Molecular) en Dortmund en el departamento del bioquímico y biofísico Benno Hess.  En 1988 se habilitó para la docencia en la Universidad de Dortmund, donde primero fue nombrado profesor asistente y luego, en agosto de 1997, profesor asociado.
Desde 1993 dirigió su propio grupo de investigación en el MPI de Fisiología Molecular. En 2004 fue elegido Miembro Correspondiente de la Academia Chilena de Ciencias. Markus ha publicado alrededor de 160 artículos científicos originales en revistas internacionales, principalmente sobre autoorganización y caos en biología, física y química.
Además de su labor científica, ha publicado varios volúmenes de poesía, una novela, un cómic y trabajos sobre gráfica computacional.

## Hallazgos científicos más importantes
- Primera evidencia de un reloj biológico caótico[3]
- Desarrollo de un autómata celular para el cálculo eficiente de ondas en medios excitables, por ejemplo en el músculo cardíaco[4] y en estructuras semejantes[5][6]
- Primera evidencia de turbulencia en una reacción química[7]
- Autómata celular universal para el cálculo de estructuras del pigmento de conchas marinas y caracoles[8]
- Prueba experimental simple de doble convección difusiva. Este fenómeno predice la imposibilidad de obtener agua potable de icebergs remolcados[9]
- Modelado del retorno periódico de las cigarras después de un número primo de años[10][11]
- Proceso para la separación completa de partículas de diferentes tamaños por agitación[12]

## Gráficas computacionales
Desde la década de 1980, Markus ha creado numerosas gráficas basadas en su novedosa representación de los exponentes de Lyapunov (diagramas de Lyapunov o fractales de Markus-Lyapunov). Estos exponentes indican estabilidad de un sistema. Cabe señalar, sin embargo, que muchas de estas representaciones no cumplen con la definición matemática de fractales, en los que secciones son similares o iguales a la imagen general. Los gráficos se exhibieron en los siguientes lugares, entre otros:
- DESY, Hamburgo (1988)
- Institutos Goethe de Chile (Santiago, Valparaíso, 1988) y Portugal (Lisboa, Oporto, 1992)
- Galería Universitaria (Houston, Texas, 1989)
- Charité (Berlín, 1990)
- "Pop Maths Road Show" en el Reino Unido (Leeds, Cardiff, Bristol, Plymouth, Bedford, Jodrell Bank, Londres, Glasgow, Edimburgo, Aberdeen, Liverpool, Sheffield, Cambridge, Stockport, Birmingham, 1989-1990)

En 2009 publicó el libro “Die Kunst der Mathematik” (El arte de las Matemáticas) sobre obras gráficas computacionales. Este libro contiene  un CD-ROM para que el lector pueda crear tales obras. Este libro también se publicó en español: “Una fórmula=Una imagen, LOM Ediciones, Chile,  2007. A continuación se muestran algunos ejemplos de diagramas de Markus-Lyapunov que aparecen allí.

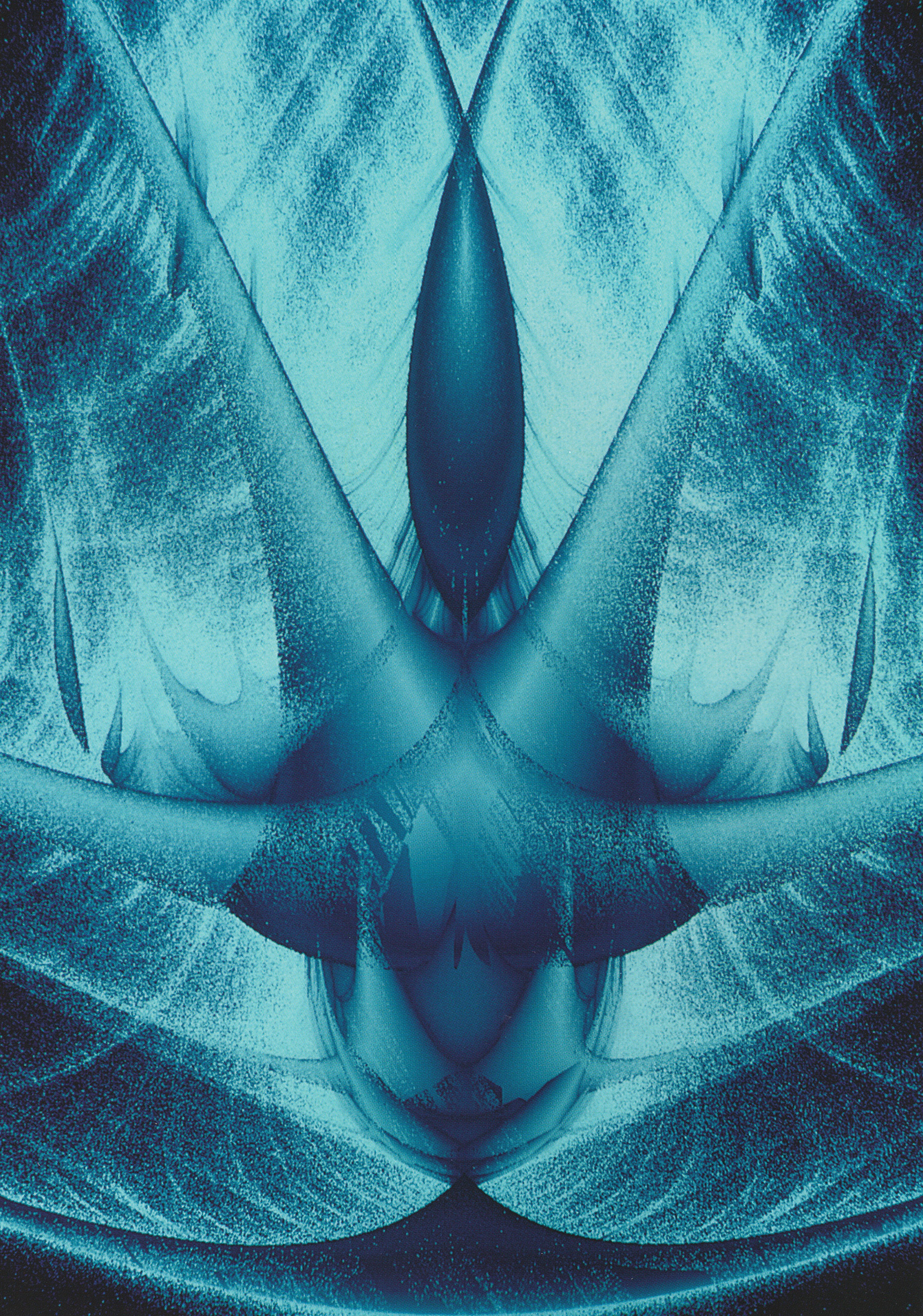
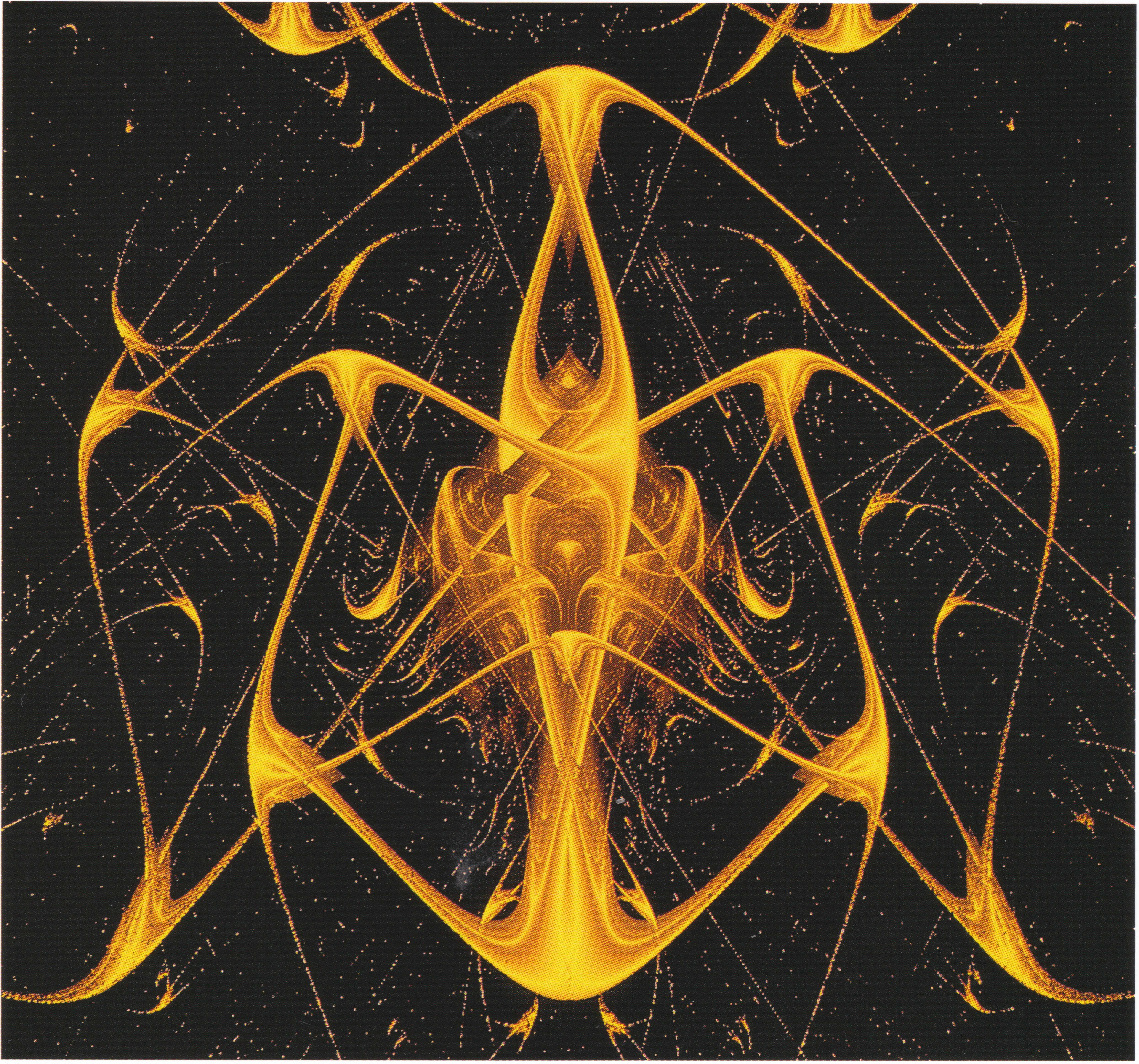
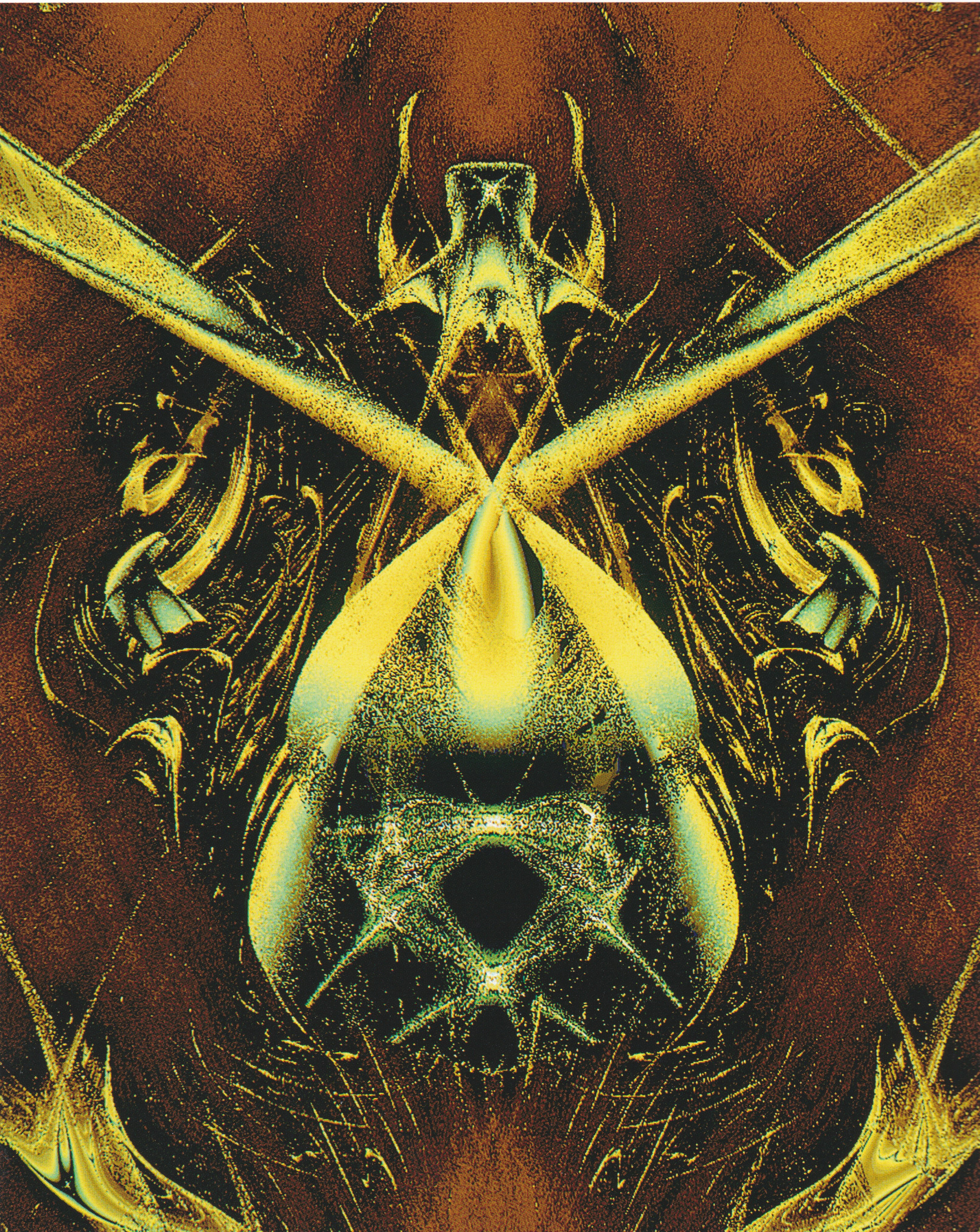
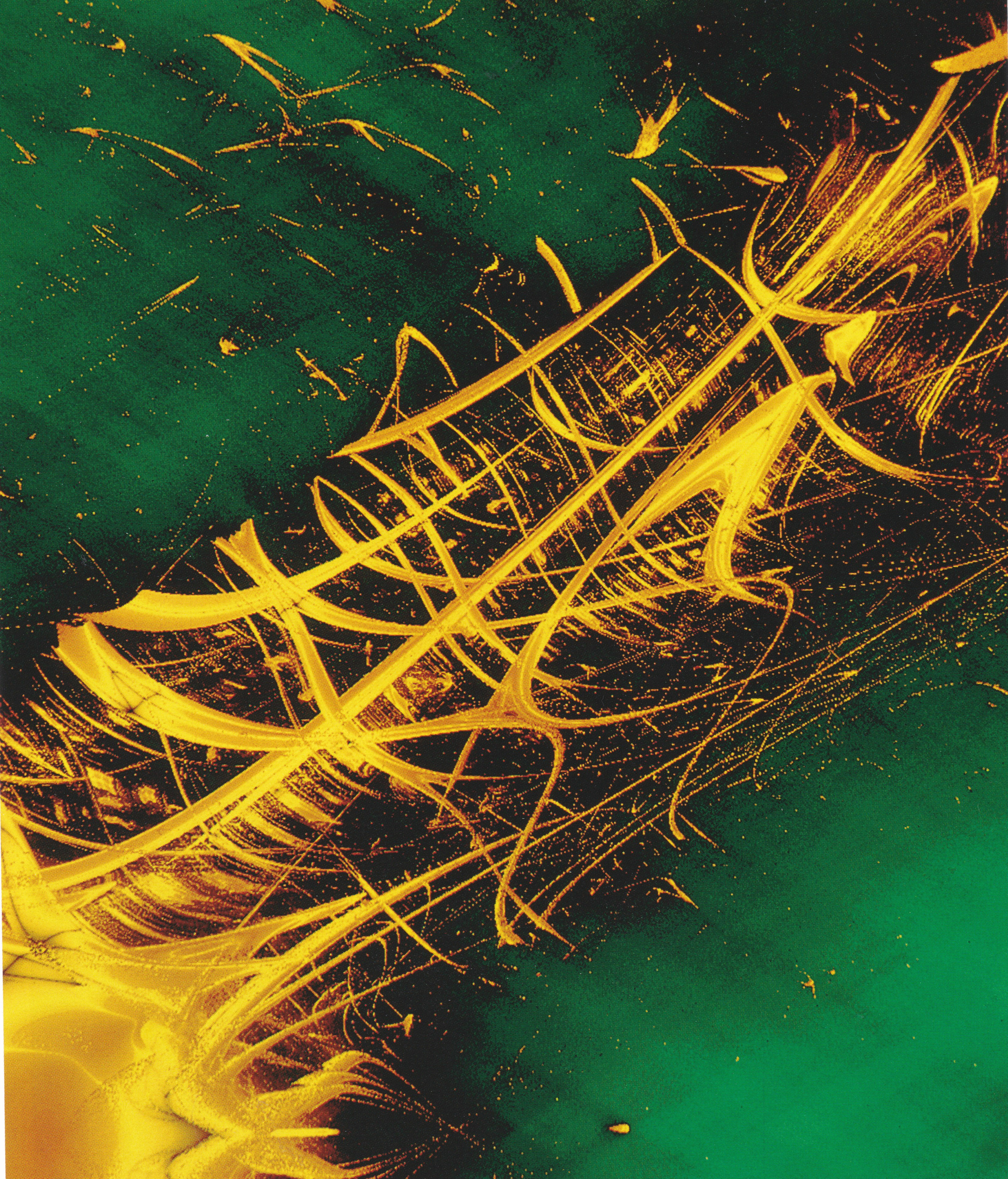
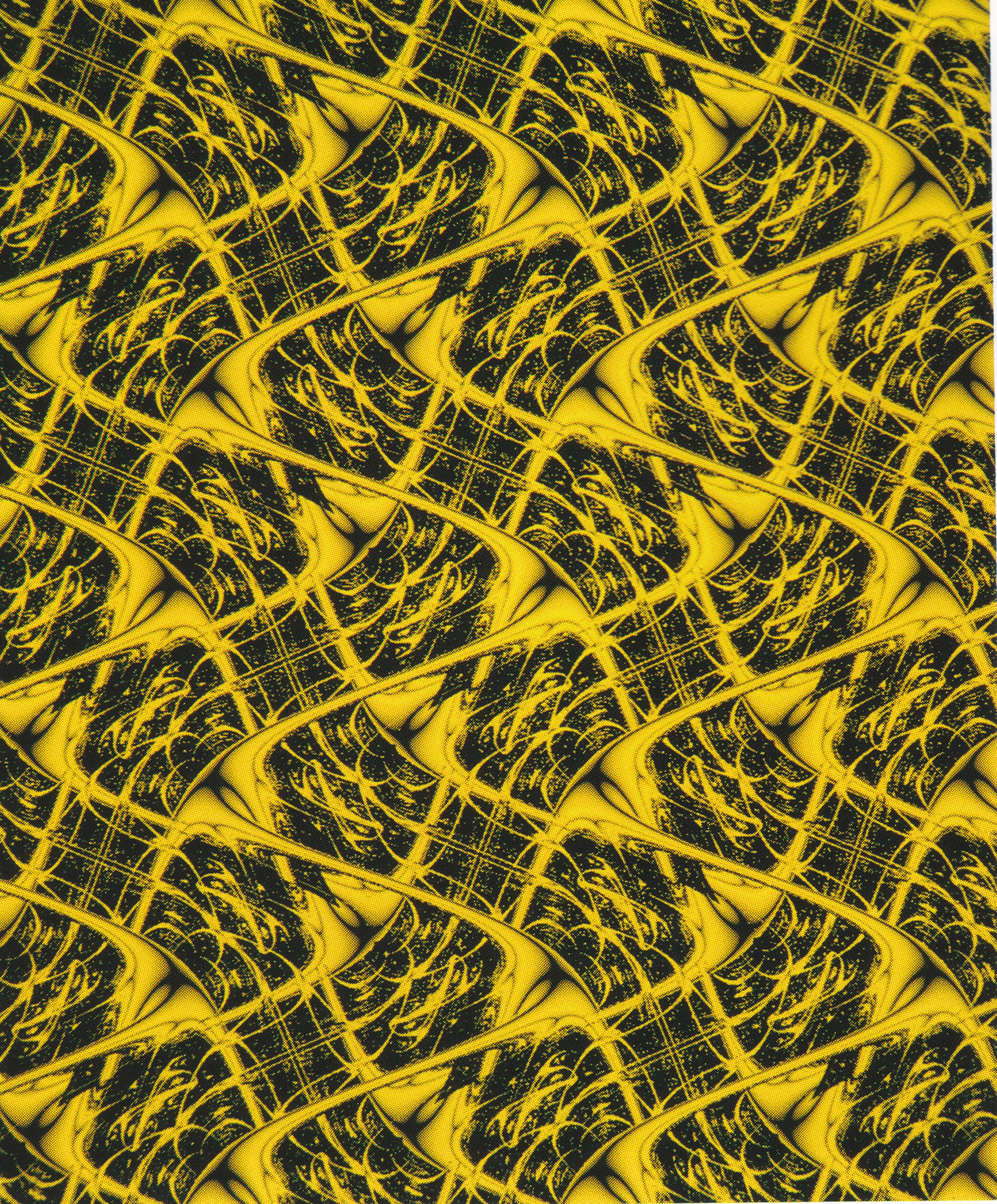
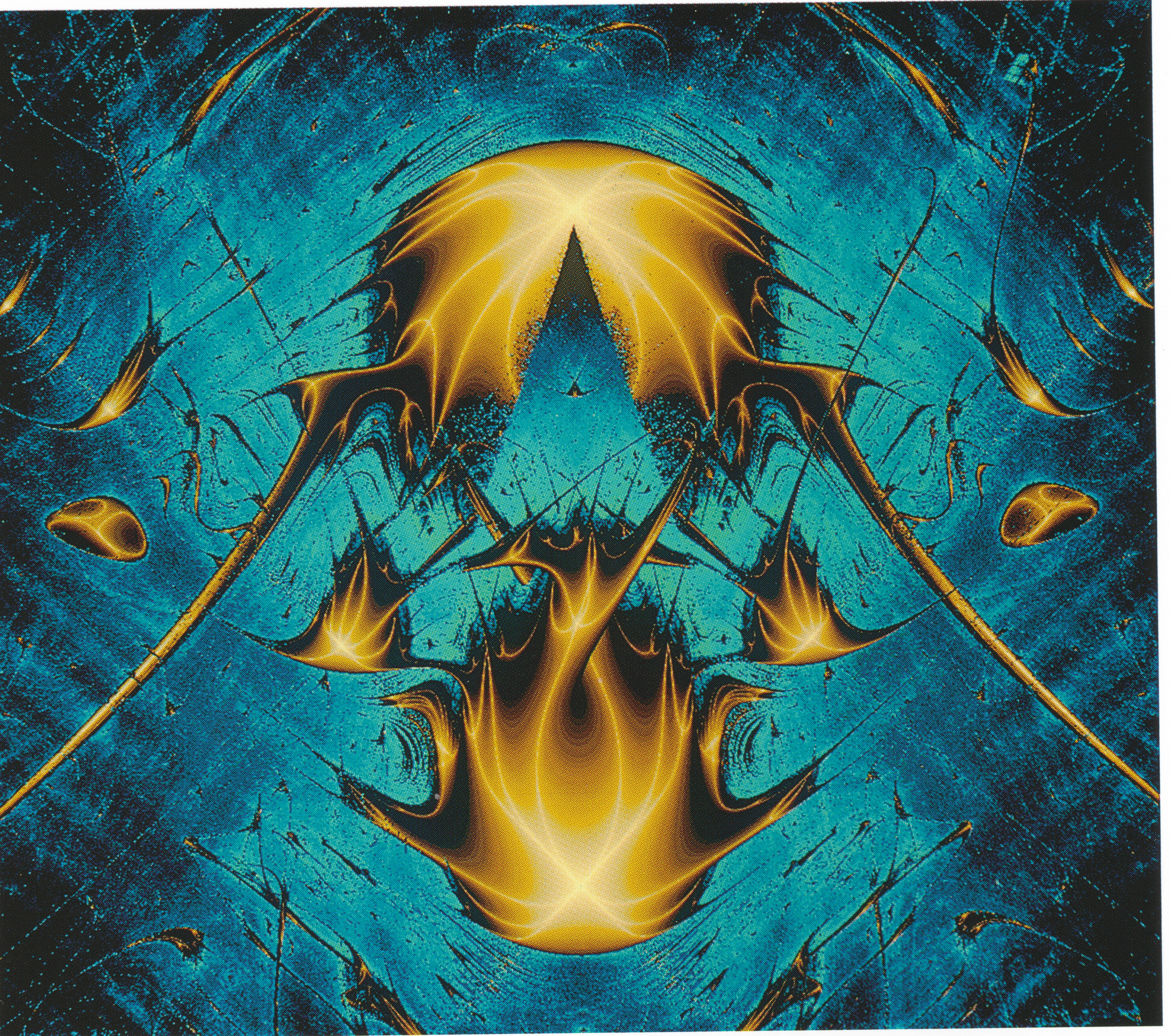
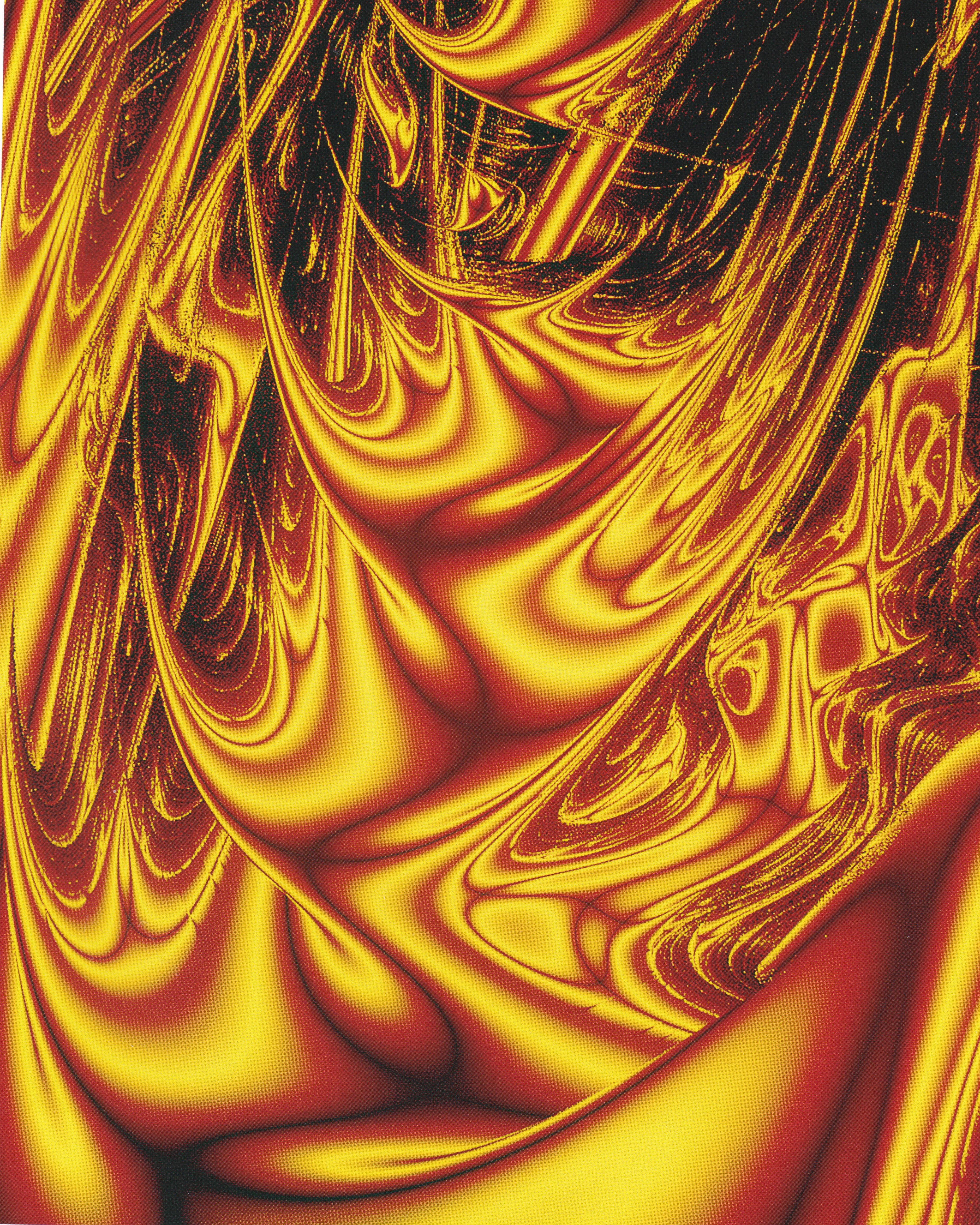
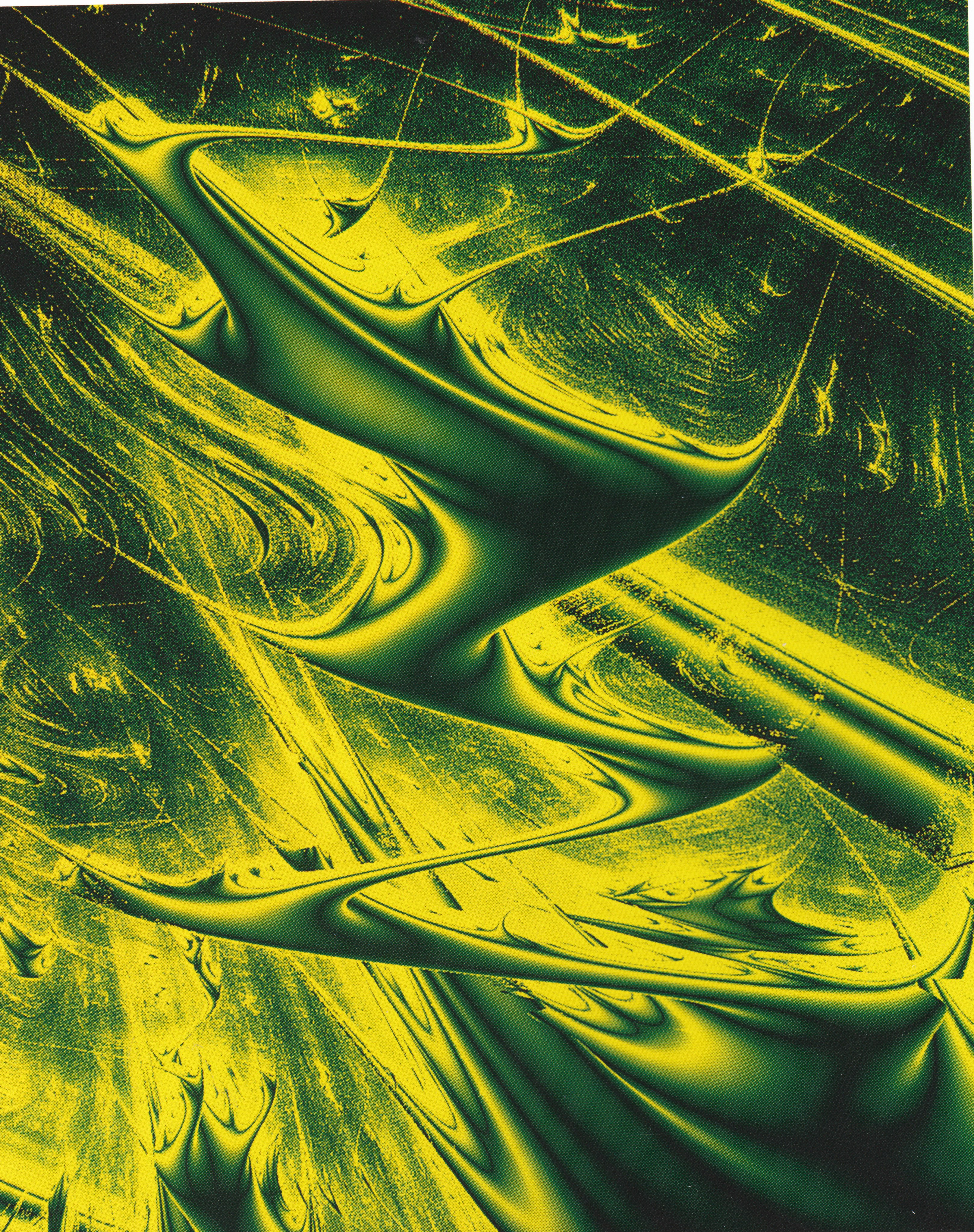

## Cristales bidimensionales
Markus descubrió y describió en detalle un tipo especial de cristal en el sentido de "Ciencia Lúdica" (ver párrafo anterior). Se han mostrado en varias exposiciones en Dortmund, Berlín  y Heidelberg, entre otros lugares, y han recibido comentarios positivos en la prensa. Estos cristales bidimensionales se forman cuando los portaobjetos de microscopio se humedecen con una sustancia hidrófila y se dejan secar. Una gota de una solución química se esparce espontáneamente sobre todo el portaobjetos y cristaliza en una forma que es completamente diferente de los conocidos cristales en 3D o los cristales monomoleculares en 2D. A 
continuación se muestran ejemplos de los cristales 2D de Markus. Procedimientos específicos para su realización se encuentran en el libro “Bildkraft der Substanzen”, Arnshaugk Verlag, Alemania, 2017 y en español en el libro“Scientia it Ars”, Ediciones UC, Chile, 2019.

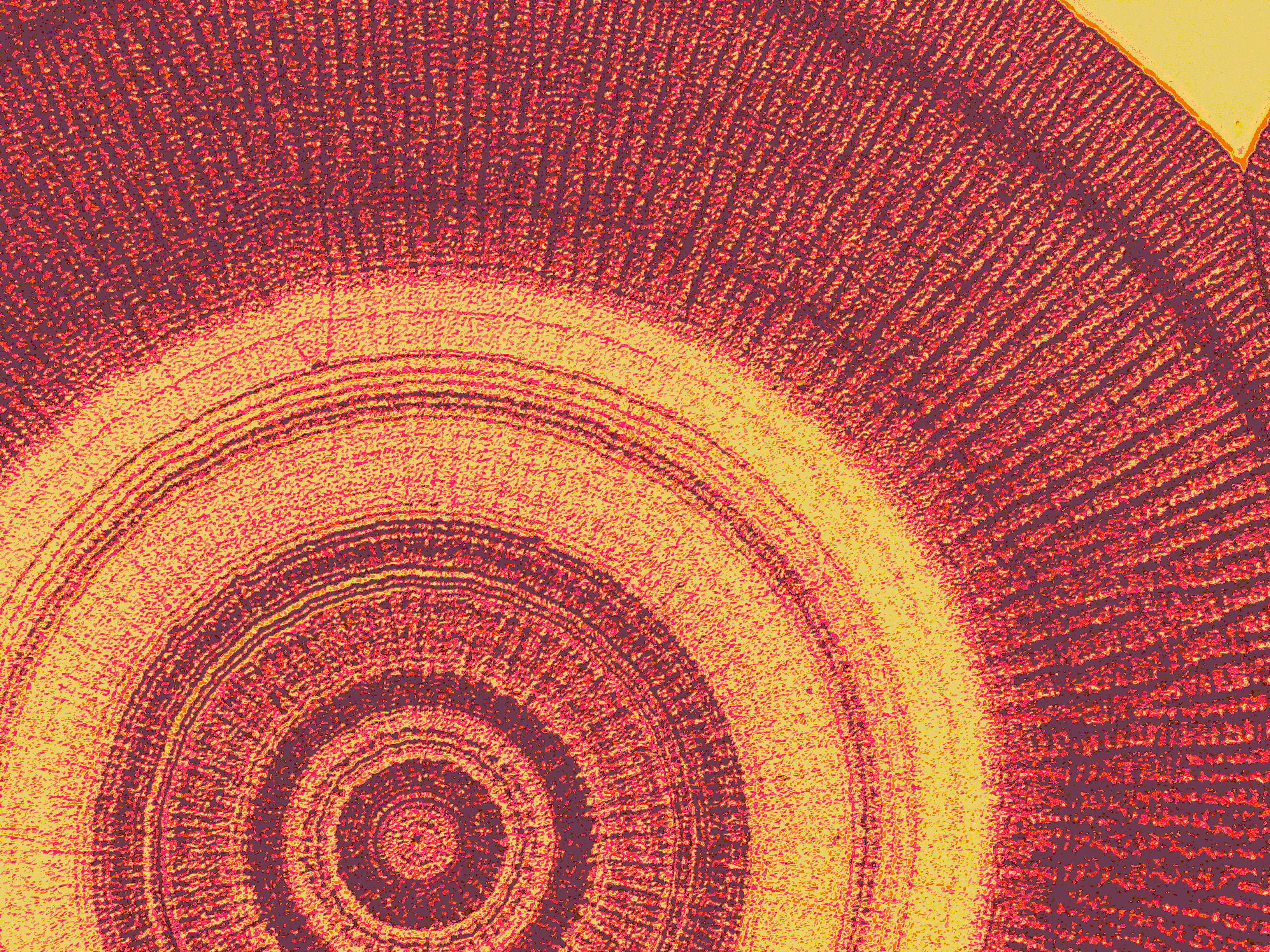
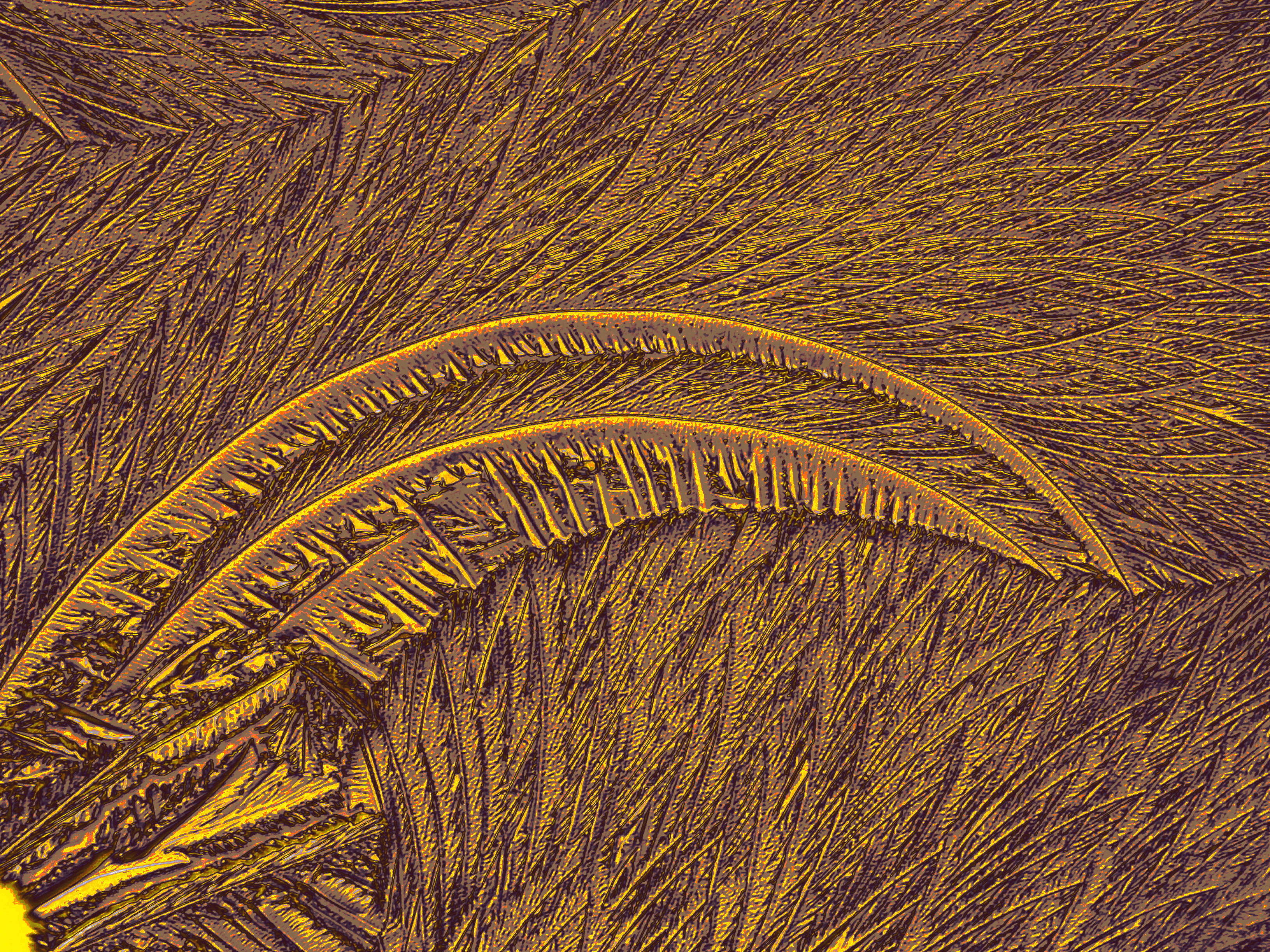
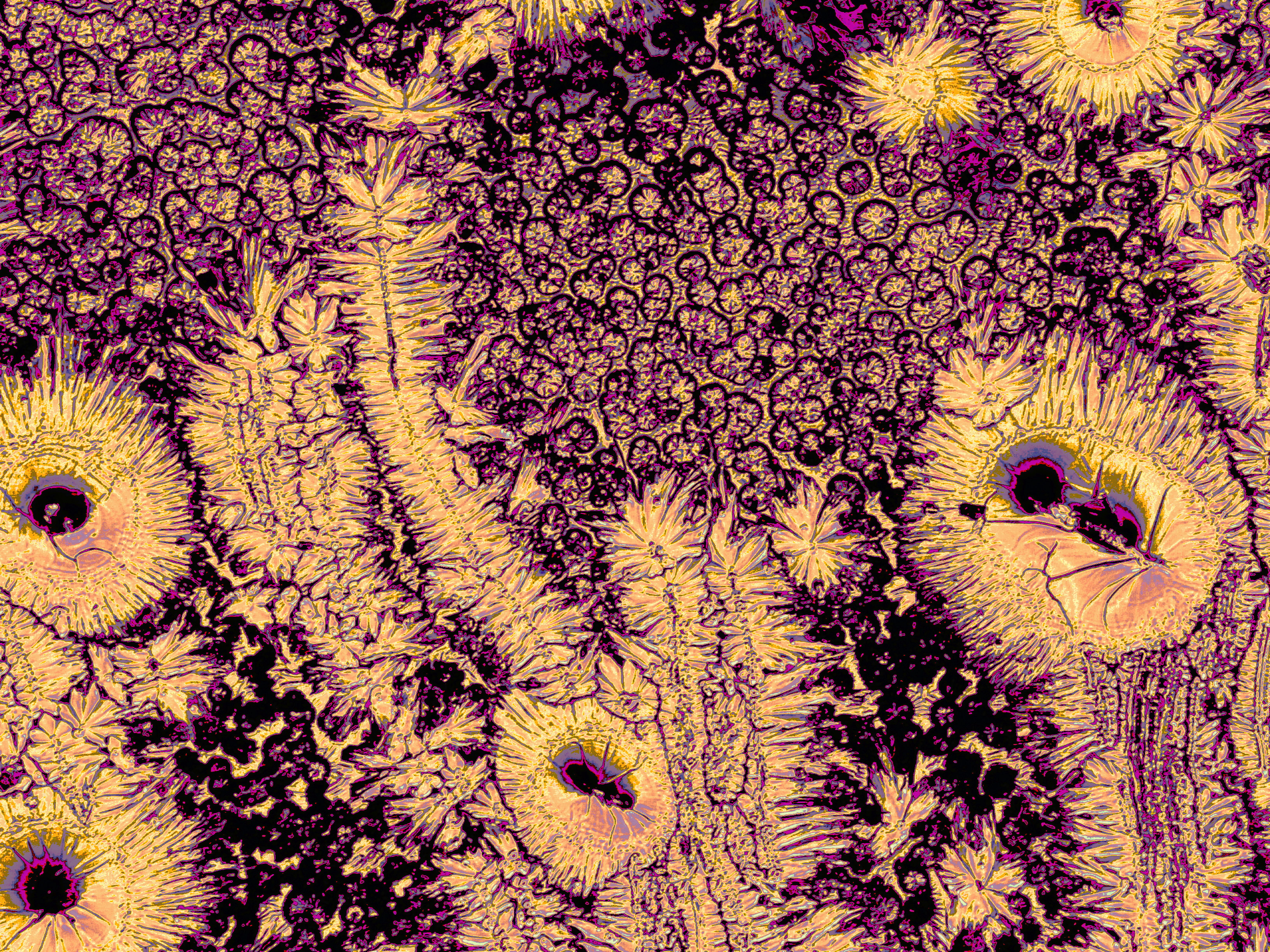
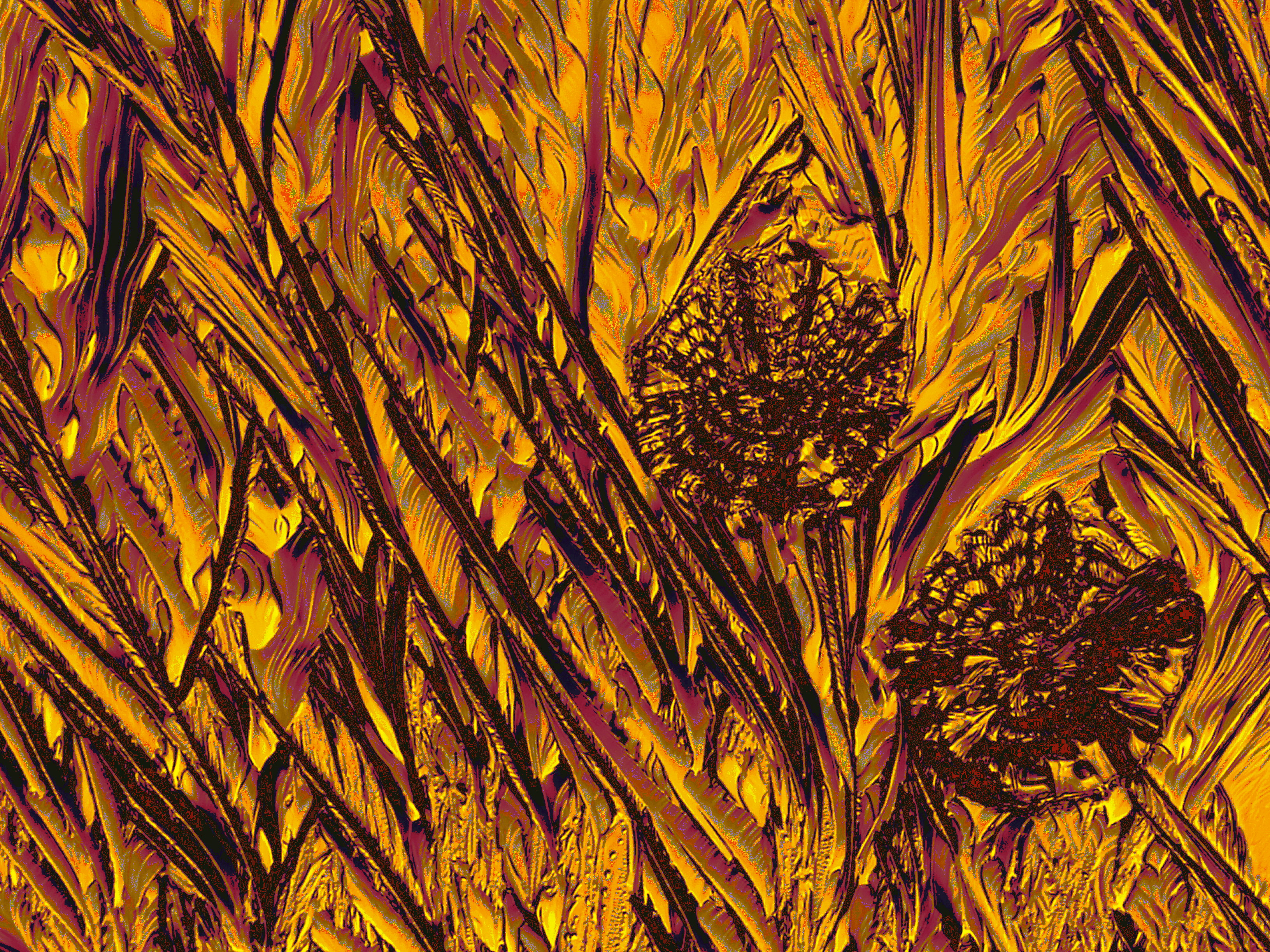
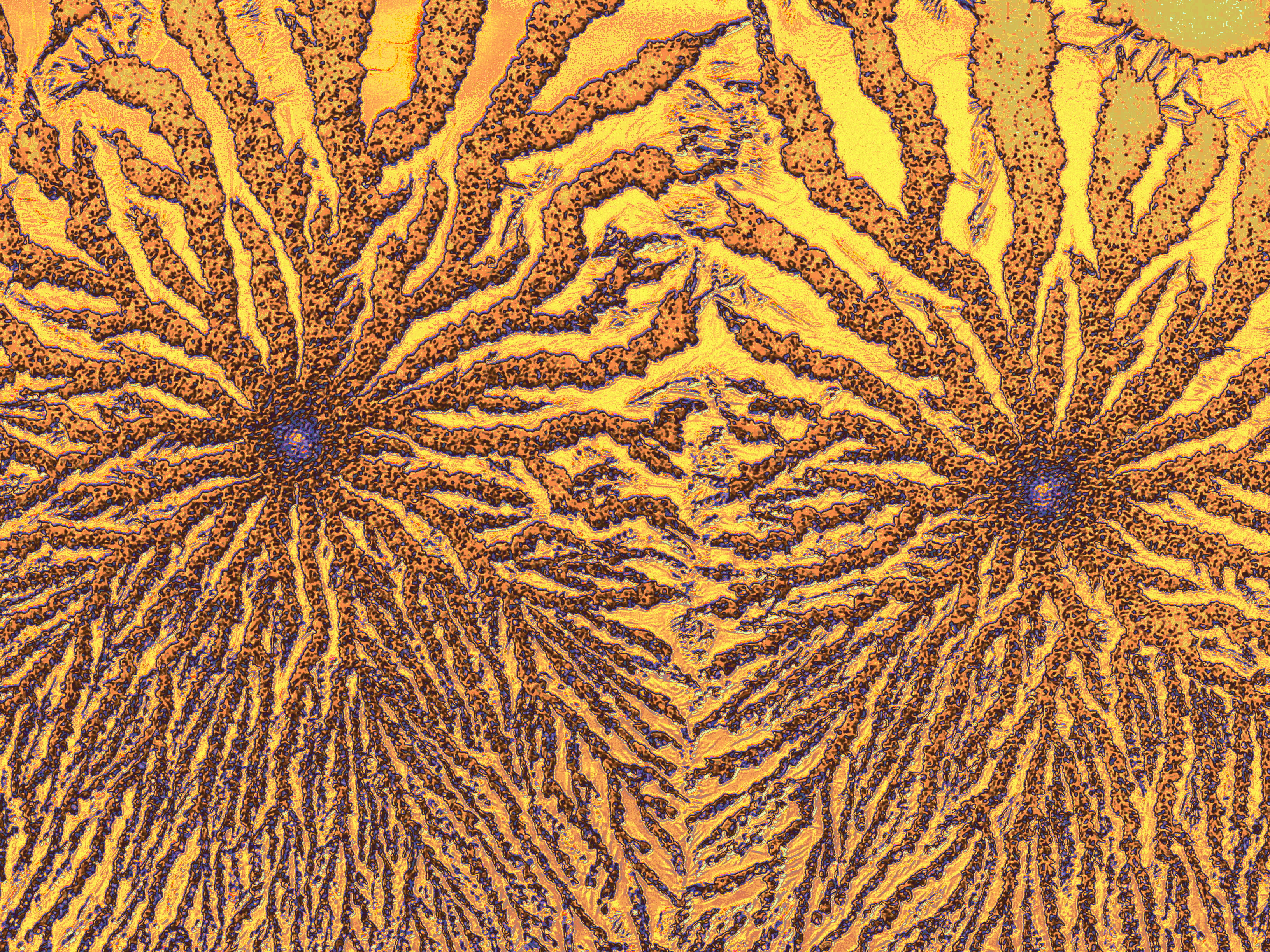
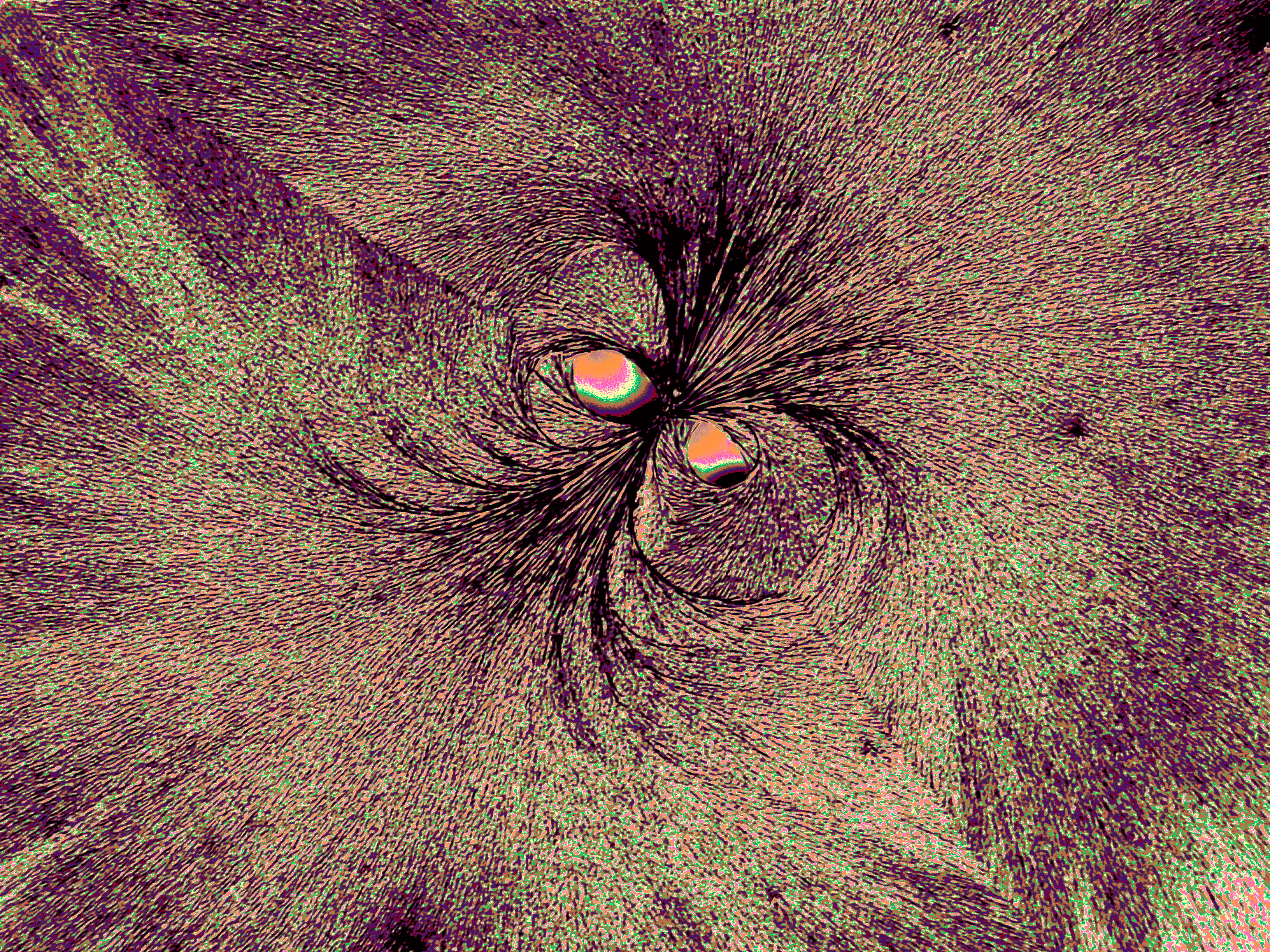
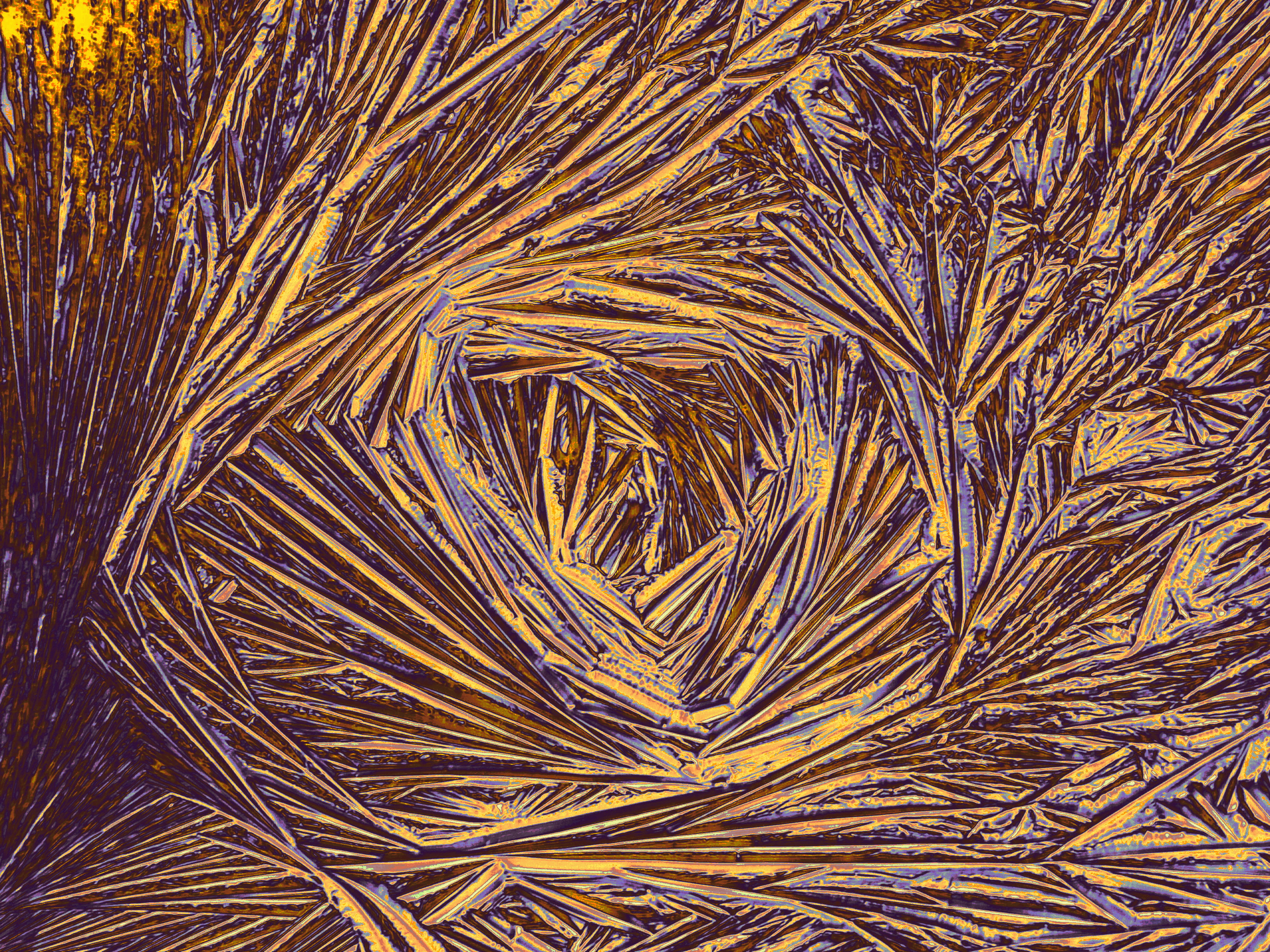
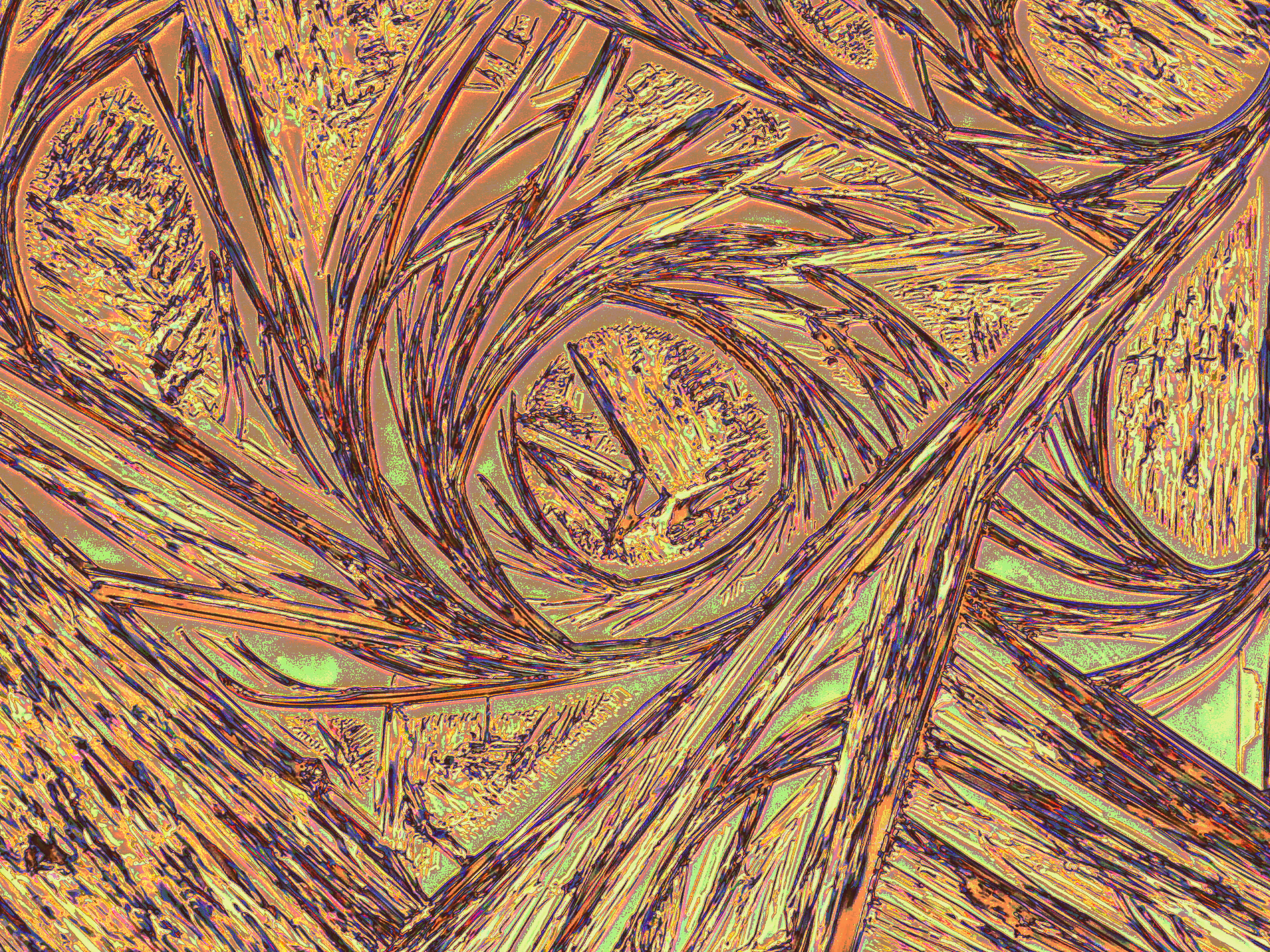
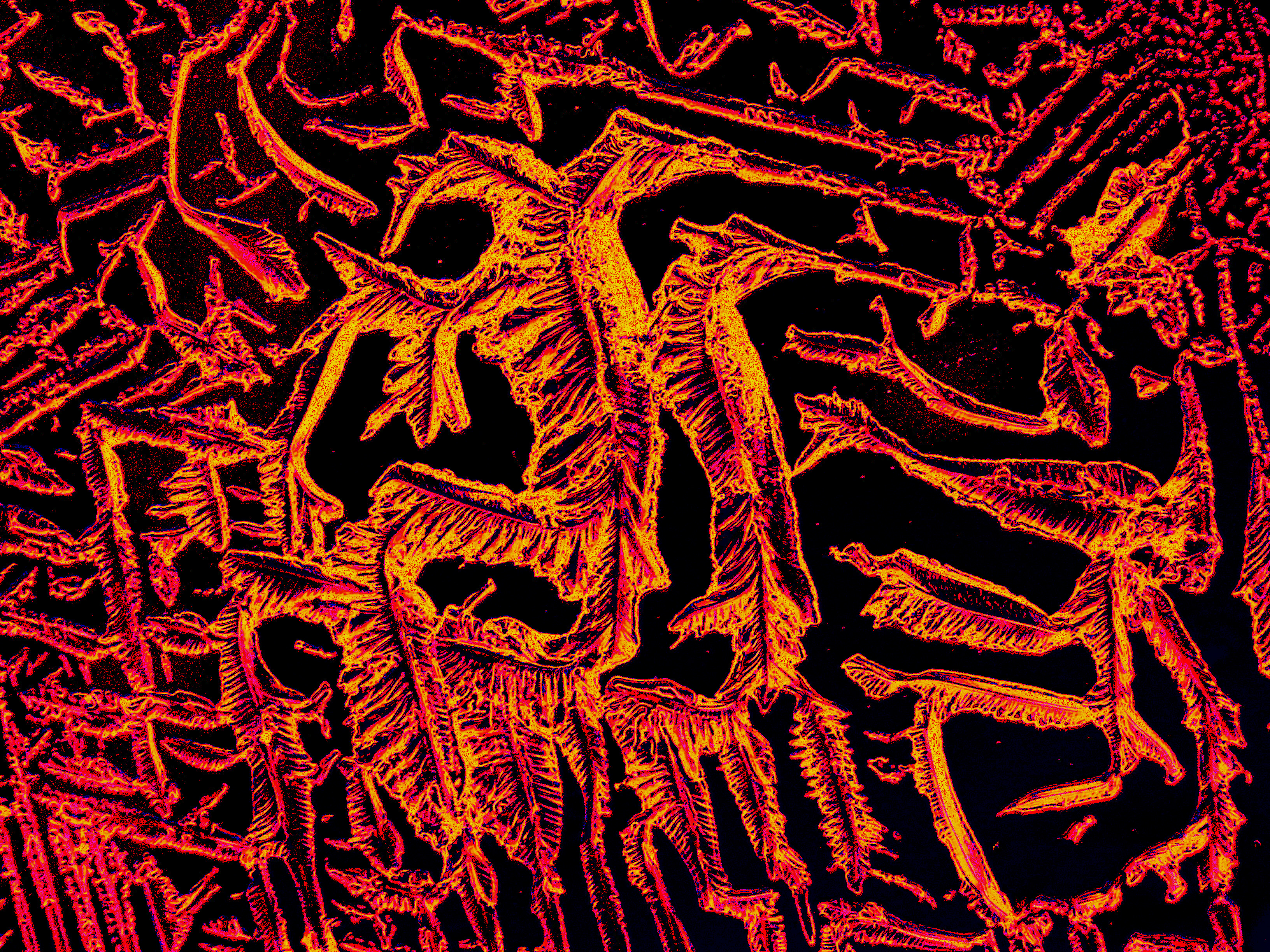
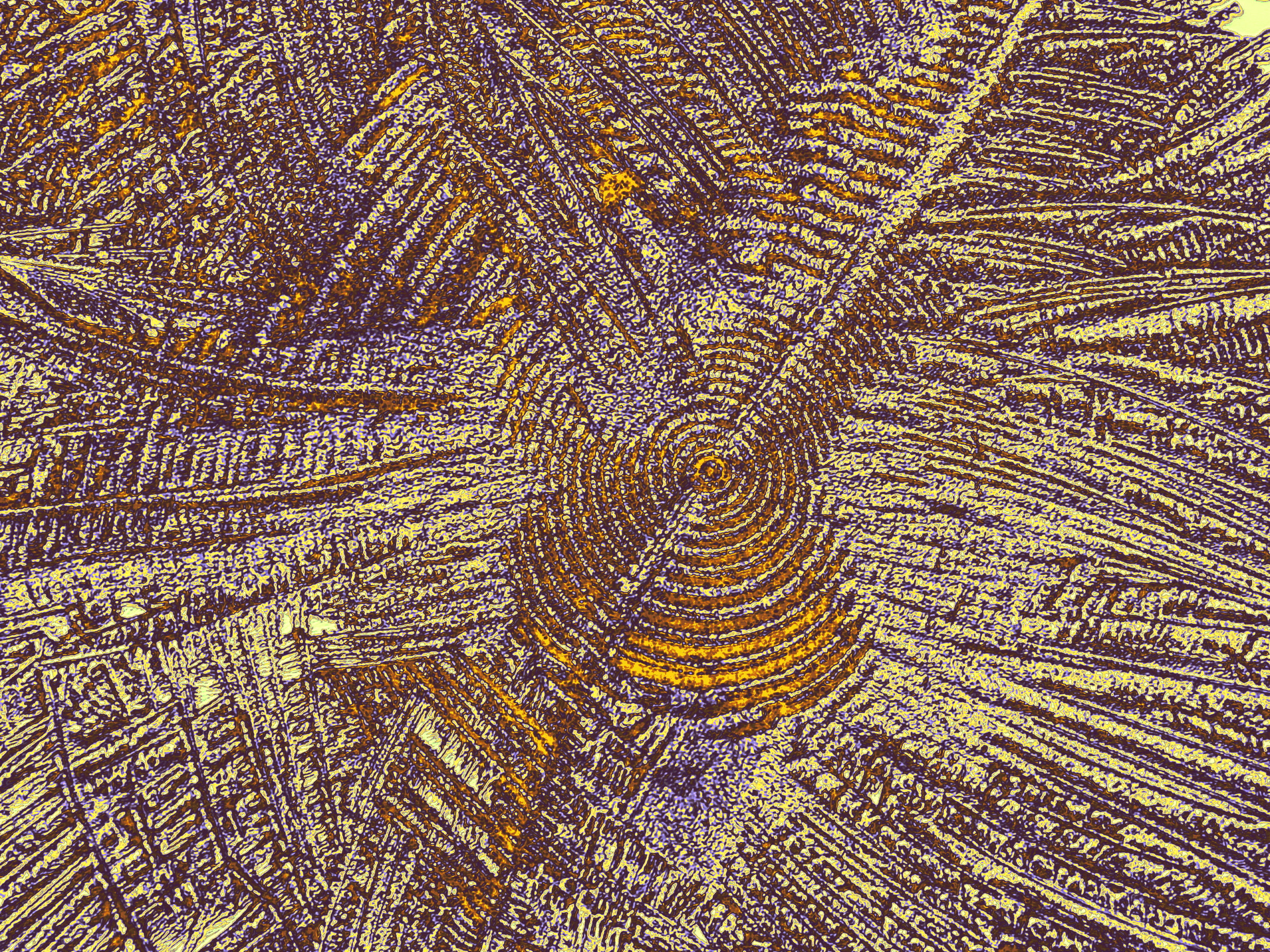
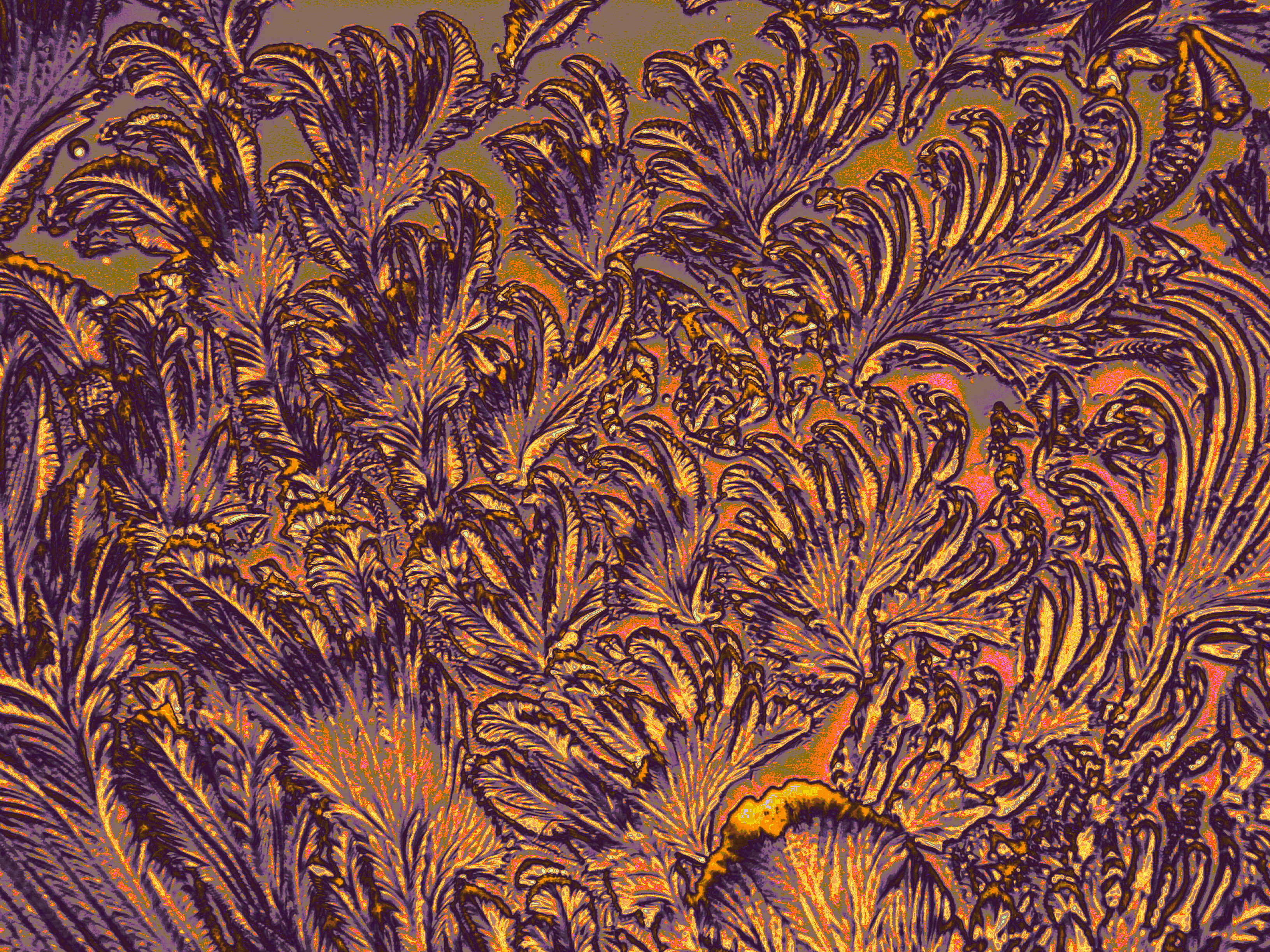
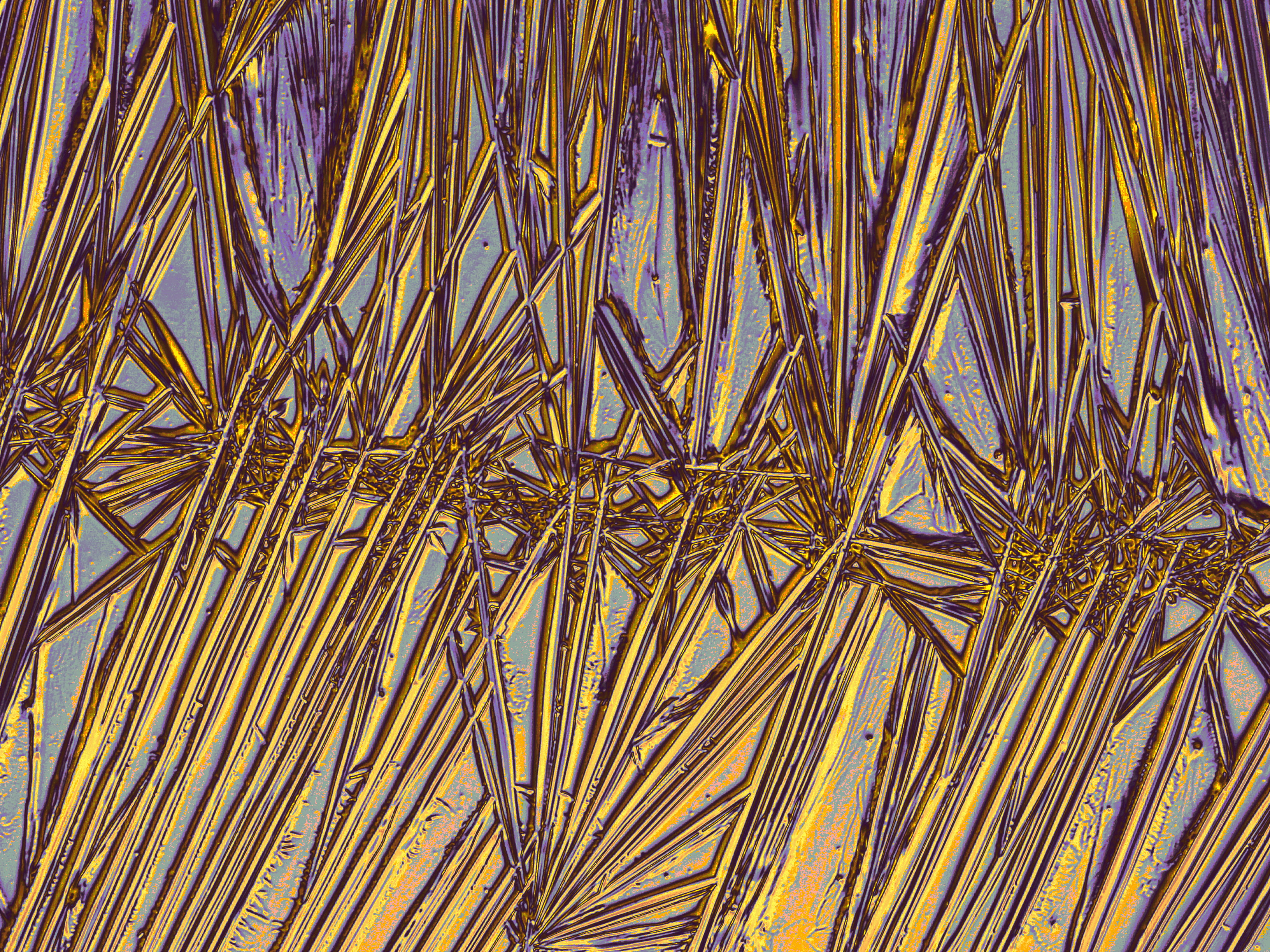
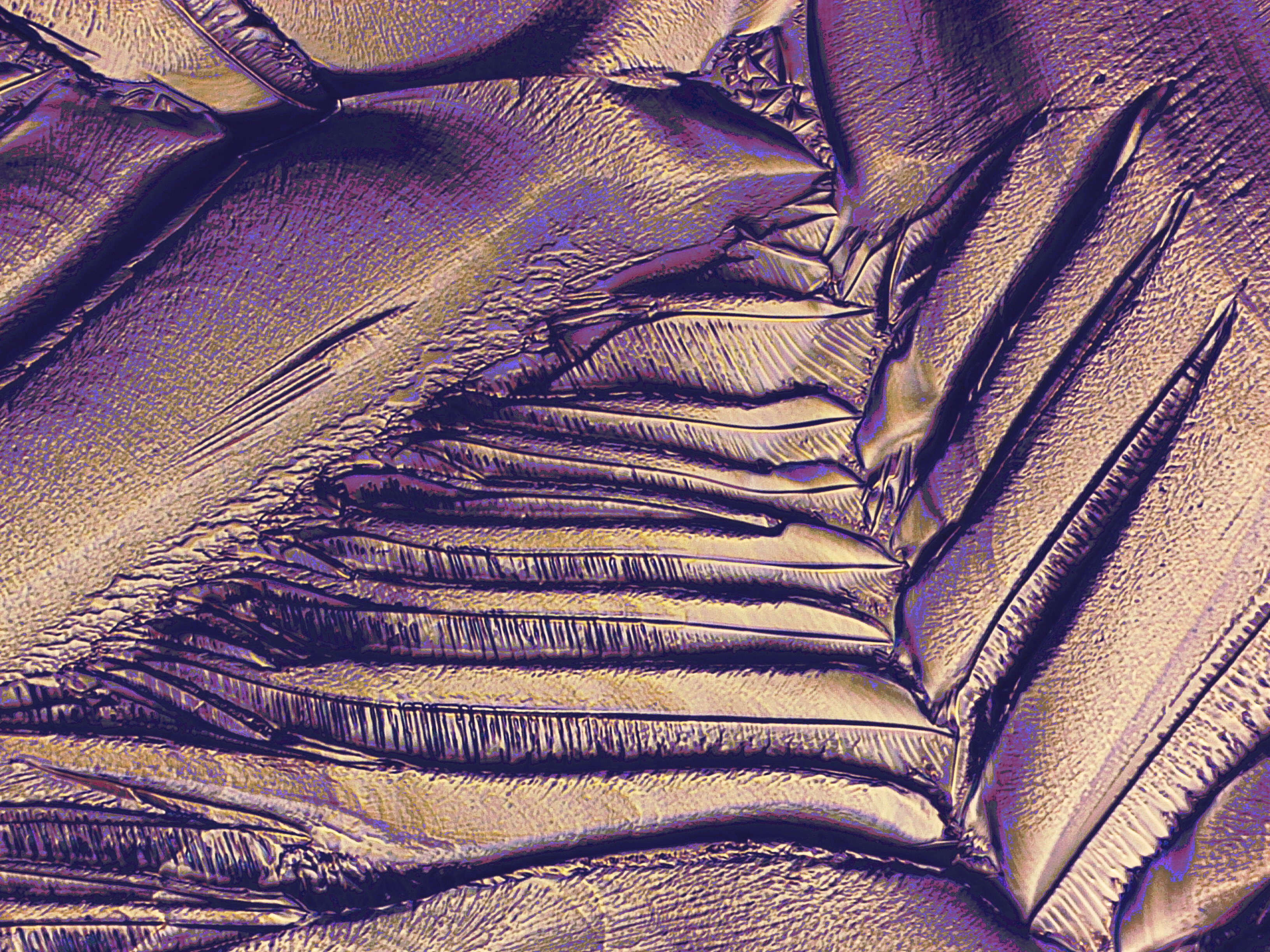
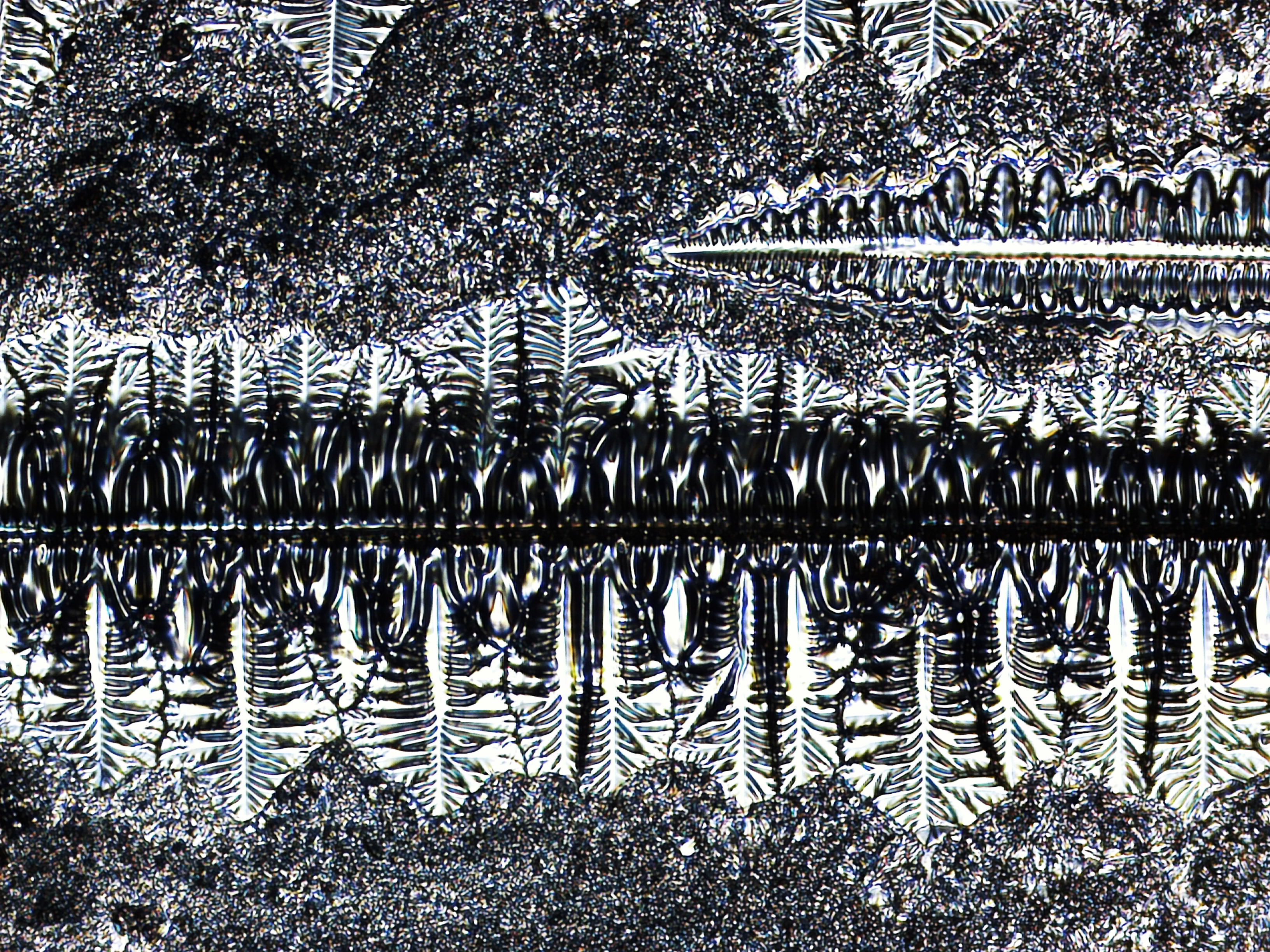

## Premio donado por Mario Markus para “Ciencias Lúdicas”
Actualmente, los proyectos de investigación se financian o premian en general cada vez más bajo el aspecto de su aplicabilidad concreta. Sin embargo, hay muchos ejemplos en tiempos pasados en los que los descubrimientos fundamentales se hicieron por curiosidad o por medio del juego. Esto se aplica, por ejemplo, a los inicios del electromagnetismo por Oersted y Faraday, entre otros. Mario Markus acuñó el término "ciencia lúdica" (del latín: ludus, el juego). Ejemplos de esto se pueden encontrar en su libro “Ludische Wissenschaften”. En cooperación con la Sociedad Alemana de Químicos (Gesellschaft Deutscher Chemiker, GdCh), Mario Markus ofrece un premio anual de 10.000 euros desde 2022 por logros científicos “lúdicos” sobresalientes. Para financiar el premio después de su muerte, deja su casa por valor de aproximadamente  un millón de euros a la Gesellschaft deutscher Chemiker en su testamento.

## Libros
- Poemas de Invierno. Betania, Madrid 1990, ISBN 84-86662-60-5.
- Bilis Negra. (cómic) J.C. Saez, Santiago de Chile 2006, ISBN 956-306-011-3.
- “Charts for Prediction and Chance” (Gráficas de Predicción y Azar). Imperial College Press, Londres 2007, ISBN 978-1-86094-835-0.
- Punzadas. LOM ediciones, Santiago de Chile 2007 (Poemario) ISBN 978-956-282-924-3.
- Una fórmula = Una imagen. LOM Ediciones, Chile 2009, ISBN 978-956-00-0082-8.
- “Die Kunst der Mathematik” (El Arte de las Matemáticas). Verlag Zweitausendeins, Fráncfort 2009, ISBN 978-3-86150-767-3.[15]
- Poesía Latinoamericana. (alemán-español; audio-libro; número especial de Dichtungsring, revista alemana de literatura) n.º 37, 2009). ISSN 0724-6412.
- Poemas Químicos. LOM Ediciones, Chile, 2010, ISBN 978-956-00-0190-0. Edición alemana:
- “Chemische Gedichte”. Shaker Media, Aquisgrán 2011, Edición en  in inglés:
- “Chemical Poems”. Dos Madres Press, Estados Unidos, 2013, ISBN 978-1-933675-98-5[16]
- Unsere Welt ohne Insekten? (Nuestro mundo sin insectos?), que describe cómo parte de la naturaleza está desapareciendo. Stuttgart: Kosmos 2014, ISBN 978-3-440-14336-0.
- “Das nackte Gehirn” (El cerebro desnudo) describe cómo la neurotecnología está revolucionando nuestras vidas, Darmstadt: Theiss, Konrad/WBG 2016, ISBN 978-3-8062-3278-3.
- “Stiche” (Poemas Español - Alemán, traducidos del español por el autor, con un prólogo de Raúl Zurita, Leipzig: Lychatz Verlag 2016, ISBN 978-3-942929-37-0.
- “Chilenische Lyrik im bewegten 20. Jahrhundert” (Poesía chilena en el turbulento siglo XX), Rimbaud-Verlag 2016, ISBN 978-3-89086-351-1.
- “Bildkraft der Substanzen” (Poder de imágenes con sustancias): Imágenes de cristales e información para hacerlos, Arnshaugk-Verlag 2017, ISBN 978-3-944064- 77-2. Edición en español:
- “Scientia et Ars” - La fuerza pictórica de cristales  súper-planos, Ediciones UC, Chile, 2019, ISBN 978-956-14-2469-2.
- “222 Juden verändern die Welt” (222 judíos cambian el mundo), Hildesheim: Georg Olms Verlag 2019, ISBN 978-3-487-08607-1.
- “Leben in den Eismonden?” (¿Vida en las lunas de hielo?), Múnich: Verlag Dr. Friedrich Pfeil, 2020, ISBN 978-3-89937-254-0.
- “Exilneurose”(Neurosis en el exilio). Autobiografía. Hildesheim, Zúrich: Georg Olms Verlag 2021, ISBN 978-3-487-08637-8.
- “Quallen” (Medusas): 2021, ISBN 978-3-347-40887-6.
- “Ludische Wissenschaften” (Ciencias Lúdicas), Pfeil-Verlag, Múnich 2022,  ISBN 978-3-89937-276-2.

Como redactor:
- M. Markus, SC Mueller y G. Nicolis (eds.) “From chemical to bological organization”(De la organización química a la biológica) Springer Verlag, Heidelberg 1988, ISBN 3-540-19264-6[1]
- A Holden, M Markus y H Othmer (eds): “Non linear wave-processes in excitable media” (Procesos de ondas no lineales en medios excitables), Plenum Press, Nueva York 1991, ISBN 0-306-43800-3.
- V. Pérez-Muñuzuri, V. Pérez-Villar, L.O. Chua y  M. Markus (eds.): “Discretely coupled dynamic systems” (Sistemas dinámicos acoplados discretamente), World Scientific, Singapur 1997, ISBN 981-02-2912-7.

## Premios recibidos
- Mejor Exposición del año 1988 (“Estética en las Ciencias”), otorgada por la Asociación de Críticos de Arte de Chile.
- Premio patrocinado por el Ministerio de Relaciones Exteriores de Chile para la publicación del audiolibro bilingüe “Poesía Chilena”, Sello Alerce, Chile, 2005.

## Selección de publicaciones
- M Markus, D Kuschmitz, B Hess: Chaotic dynamics in yeast glycolysis under periodic substrate   input flux. En: FEBS Lett. 172 (1984), pp. 235-238.
- M Markus, B Hess: Isotropic cellular automaton for modeling excitable media. En: Nature. 347 (1990), pp. 56-58. (con ilustración en la tapa de la revista)
- M. Markus, Zs. Nagy-Ungvarai, B. Hess: Phototaxis of spiral waves. En: Science. 257, (1992), pp. 225-227.
- M Markus, D Boehm, M Schmick: Simulations of vessel morphogenesis using cellular automata. En: Mathematical Biosciences. 156 (1999), pp. 191-206.
- M Markus, G Kloss, I Kusch: Disordered waves in an homogeneous, motionless excitable medium. En: Nature. 371 (1994), pp. 402-404.
- I. Kusch, M. Markus: Mollusc shell pigmentation: cellular automaton simulations and evidence for undecidability. In: Journal of theoretical Biology. 178 (1996), pp. 333–340.
- A. P.-Munuzuri, V. Perez-Villar, M. Markus: Splitting of autowaves in an active medium. En: Phys. Rev. Lett. 79 (1997), pp. 1941–1944.
- M. Woltering, M. Markus: Annihilation of turbulence in excitable systems using pulses that inhibit activator growth. En: Physica. D 168/9 (2002), pp. 23–34.
- K. Koetter, M. Markus: Double-diffusive fingering instability of a surfactant-glycerine-water drop in water. En: Europhysics Letters. 55 (2001), pp. 807–813.
- M. Markus, E. Goles: Cicadas showing up after a prime number of years. En: Math. Intelligencer. 24 (2002), pp. 30–33.
- S. Viridi, M. Schmick, M. Markus: Experimental observations of oscillations and segregation in a binary granular mixture. En: Physical Review. E 74, 041301 (2006)
- M. Schmick, Q. Liu, Q. Ouyang, M. Markus, "Fluctuation theorem for a single particle in a moving billiard: Experiments and simulations", En: Physical Review E 76, 021115 (2007)
- Synopsis del libro: “Ludische Wissenschaften” (Ciencias Lúdicas) de Mario Markus, editado por Pfeil, Múnich (2022), en línea en www.gdch.de/mariomarkus

## Enlaces en la web
Literatura de y sobre Mario Markus en el catálogo de la Biblioteca Nacional de Alemania. 
Página Web de Mario Markus: www.mariomarkus.com
Página del premio para Ciencia Lúdica: https://www.gdch.de/gdch/preise-und-auszeichnungen/gdch-preise/mario-markus-prize.html
Gráficas computacionales: https://en.wikipedia.org/wiki/Lyapunov_fractal
El texto está disponible bajo una licencia Creative Commons Attribution/Share Alike; La información sobre los autores y el estado de la licencia de los archivos multimedia integrados (por ejemplo, imágenes o videos) generalmente se puede consultar haciendo clic en ellos. El contenido puede estar sujeto a términos y condiciones adicionales. Al usar este sitio web, se acepta los Términos de uso y la Política de privacidad. Wikipedia® es una marca registrada de Wikimedia Foundation Inc.